# 1859 год в науке
В 1859 году были различные научные и технологические события, некоторые из которых представлены ниже.

## События
- 26 марта — французский астроном-любитель Эдмон Модест Лескарбо заявил, что в 1845 году наблюдал планету, более близкую к Солнцу, нежели Меркурий — впоследствии эта предполагаемая планета получила название Вулкан, однако так и не была обнаружена.
- 25 апреля — начало прокладки Суэцкого канала, продолжавшейся 10 лет[1].
- С 1 по 2 сентября — произошла сильнейшая за всю историю наблюдений геомагнитная буря (Dst = −1760 нТл) — «событие Кэррингтона»).
- 7 сентября — запуск часов Биг Бен в Лондоне.
- Урбен Леверье обнаружил аномальное смещение перигелия Меркурия[2].
- Густав Кирхгоф и Роберт Бунзен после серии экспериментов заключили: каждый химический элемент имеет свой, постоянный и неповторимый линейчатый спектр излучения, и по спектру небесных светил можно сделать выводы о составе их вещества. С этого момента в науке появился спектральный анализ, мощный метод определения химического состава вещества (в том числе —  дистанционного). Уже в следующем году Кирхгоф и Бунзен при помощи спектрального анализа открыли цезий, а в 1861 году — рубидий[3].
- Год начала промышленной добычи нефти[4].
- Склифосовский Николай Васильевич окончил курс медицинского факультета Московского университета и принял на себя заведование хирургическим отделением одесской городской больницы.
- В Горы-Горецком земледельческом институте впервые в Российской империи в качестве самостоятельной специальности была введена «Экономика»[5].

## Публикации
- 24 ноября — британский натуралист Чарльз Дарвин публикует свой труд Происхождение видов, в котором впервые излагается дарвиновская теория эволюции.
- Вышел первый том «Учебника органической химии» Ф. А. Кекуле.

## Родились
- 19 января — Шарль Диль (ум. 1944), французский историк.
- 19 февраля — Сванте Август Аррениус, шведский физикохимик, лауреат нобелевской премии по химии (1903).
- 3 февраля — Хуго Юнкерс, немецкий промышленник и авиаконструктор (ум. 1935)
- 23 апреля — Лазарь Шаиняну, румынский филолог, лингвист.
- 15 мая — Пьер Кюри, французский физик и лауреат Нобелевской премии по физике 1903 (ум. 1906).
- 25 июня — Сидней Джон Хиксон, английский зоолог; член Лондонского королевского общества (ум. 1940).
- 18 октября — Анри Бергсон, французский философ и лауреат Нобелевской премии по литературе 1927.
- 15 декабря — Людовик Лазарь Заменгоф, создатель языка эсперанто.

## Скончались
- 5 мая — Петер Дирихле, немецкий математик, внёсший существенный вклад в математический анализ, теорию функций и теорию чисел.
- 6 мая — Александр фон Гумбольдт, немецкий учёный-энциклопедист, физик, метеоролог, географ, ботаник, зоолог и путешественник.
- 8 июня — Уолтер Хант, американский механик и изобретатель.
- 10 сентября — Томас Наттолл, английский ботаник и зоолог.
- 15 сентября — Изамбард Брюнель, британский инженер, одна из крупных фигур в истории Промышленной революции.
- 12 октября — Роберт Стефенсон, английский инженер-железнодорожник.